# Štvanice
Štvanice ist eine Flussinsel im Stadtgebiet von Prag in der Moldau, nördlich der Karlsbrücke. Die Insel liegt zwischen dem Stadtteil Holešovice, zu dem sie auch gehört, und dem Stadtteil Karlín.

## Name
Štvanice bedeutet Hetzjagd. Der Name ist zurückzuführen auf die hier im 17. Jahrhundert durchgeführten Hetzjagden.

## Geschichte, Entwicklung und Nutzung

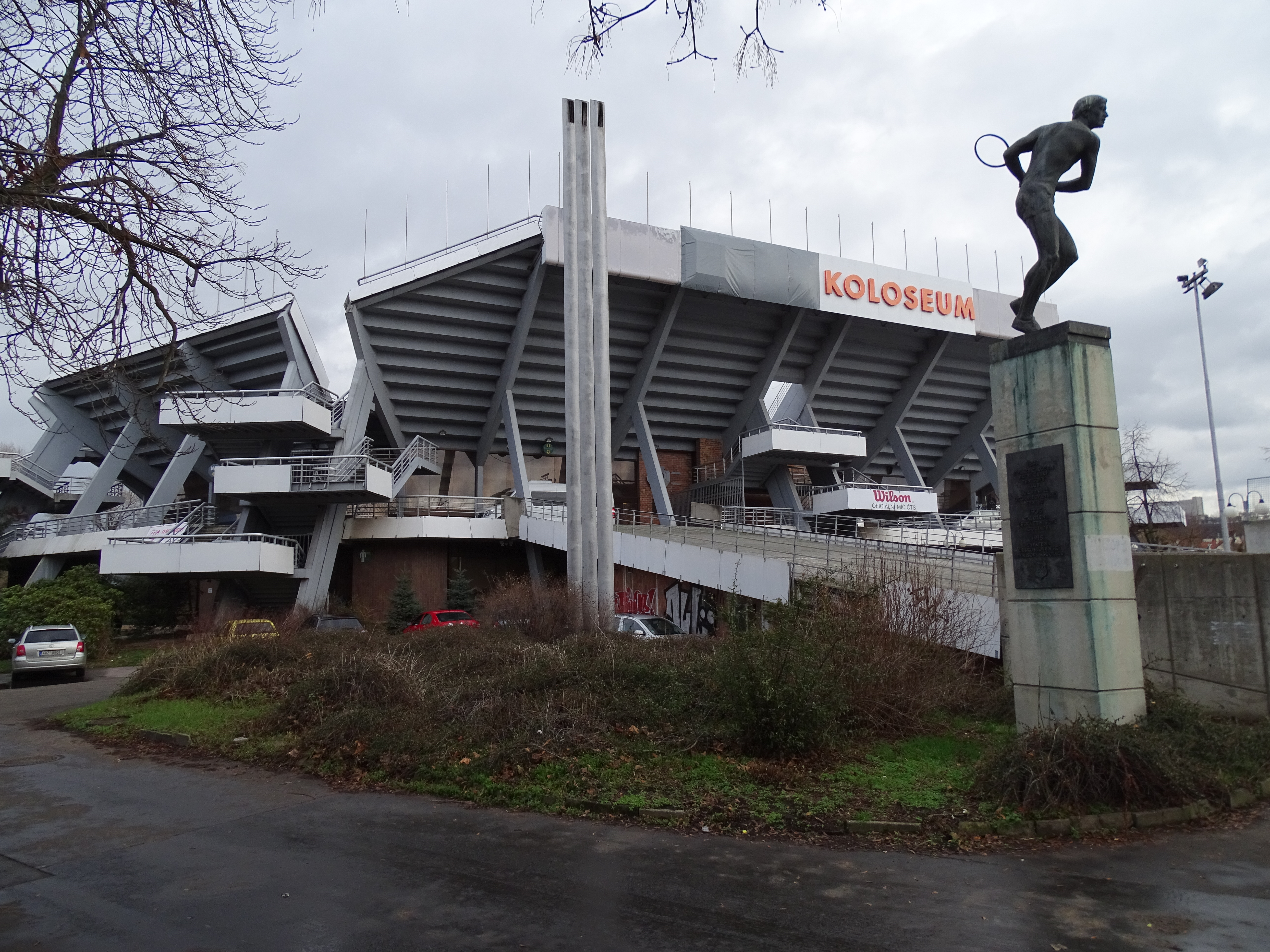
Tennisstadion Štvanice

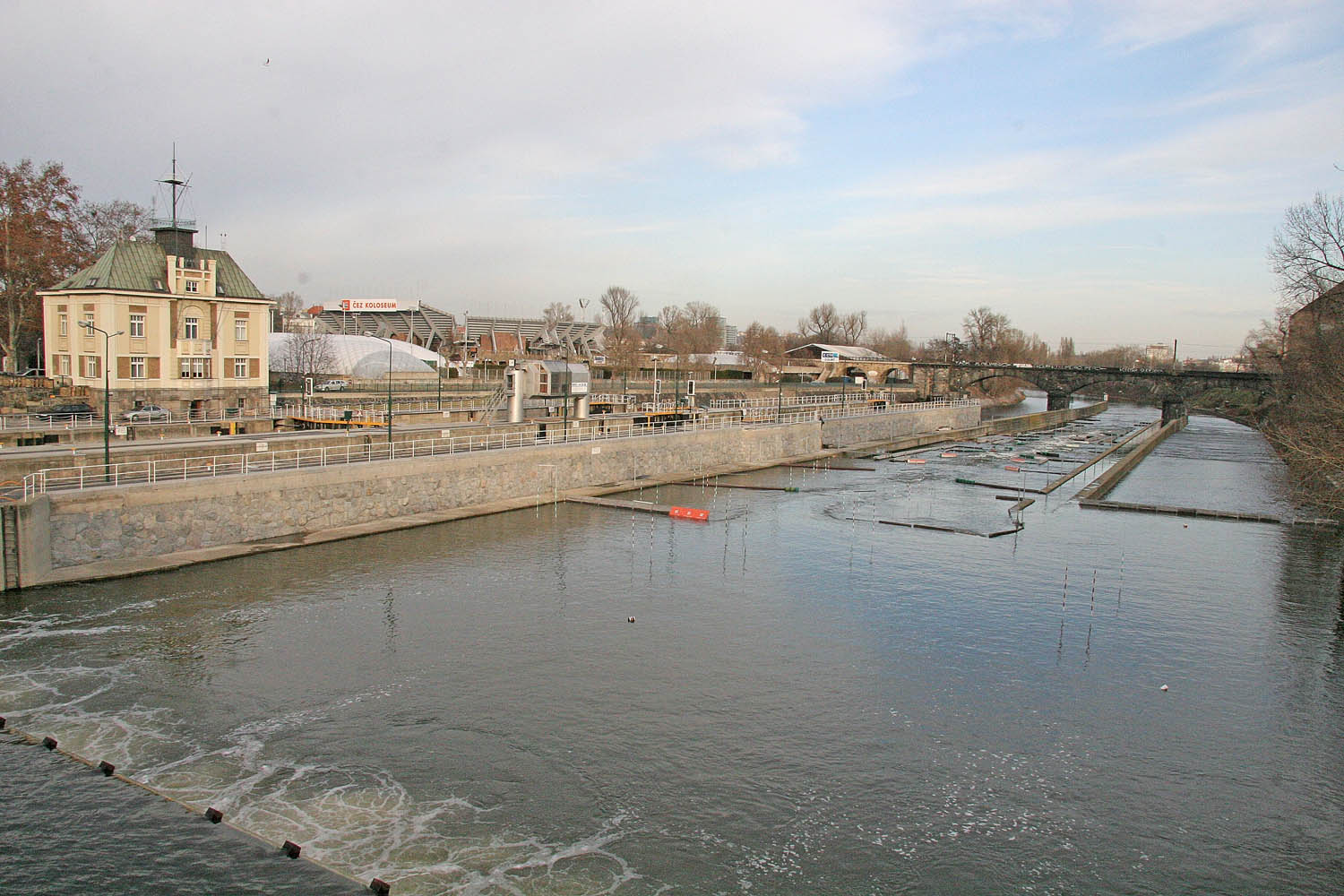
Ruderkanal neben der Insel, im Hintergrund das Negrelli-Viadukt

Die Insel Štvanice ist zusammen mit dem Umland von Prag entstanden und wurde ursprünglich durch die Moldau geformt.
Auf der westlichen Spitze der Insel wurde 1913/14 ein kleines Wasserkraftwerk errichtet, das Wasserkraftwerk Štvanice. Es wurde 1984 bis 1987 vollständig erneuert, einschließlich der Wehr.
Die Insel wird seit Jahrhunderten als Naherholungsgebiet von der Prager Bevölkerung genutzt. Zur besseren Anbindung an den öffentlichen Personennahverkehr wurde im Jahr 2015 eine Tram-Haltestelle erbaut und am 25. März 2017 in Betrieb genommen.
1930 wurde ein Eisstadion gebaut, welches jedoch 2011 abgerissen wurde. Zwischen den beiden die Insel querenden Brücken Hlávkův most und Negrelli-Viadukt wurde 1986 das Tennis-Stadion des I. ČLTK Praha (1. Český lawn-tenisový klub, 1893 gegründet) errichtet. Der Tennisclub ist seit 1901 auf der Insel tätig. Seit der Mitte der 1990er Jahre befinden sich dort auch ein Bikepark und ein Skatepark. 2002 war die Insel vom Hochwasser stark betroffen.